# Glaucome exfoliatif
Le syndrome pseudoexfoliatif, syndrome de pseudoexfoliatif capsulaire (PEC) ou glaucome exfoliatif est un type de glaucome où l'humeur aqueuse ne peut être résorbée au niveau de l'angle iridocornéen, en raison de l'accumulation de fibrilles réticulées, riches en glycosaminoglycanes et portant à leur surface des épitopes du système élastique et de la membrane basale. Il conduit à une augmentation de la pression intraoculaire avec toutes les conséquences d'un glaucome.
Un facteur de risque est une mutation sur le gène LOXL1 (en).
La chirurgie de la cataracte serait bénéfique vis-à-vis du risque de développer un glaucome.